# Johann Reinhold Forster
Johann Reinhold Forster (Dirschau, 22 oktober 1729 - Halle, 9 december 1798) was een Duitse natuuronderzoeker van gedeeltelijke Schotse afkomst die bijdroeg aan het begin van de ornithologie van Europa en Noord-Amerika. Hij is het best bekend als de natuuronderzoeker op James Cooks tweede wereldreis, toen hij werd vergezeld door zijn zoon Georg Forster.

## Biografie

### Opleiding tot predikant
De overgrootvader van Forster was afkomstig uit Schotland (Forrester) die onder Oliver Cromwell naar Pruisen was geëmigreerd. Achterkleinkind Johann Reinold werd in 1726 geboren in Tczew; toen maakte deze stad deel uit van Pools-Litouwse Gemenebest. Forster studeerde letterkunde en natuurlijke historie aan het Joachimsthal Gymnasium in Berlijn en theologie aan de Universiteit van Halle. Hij werd daarna predikant in het plaatsje Mokry Dwór in het Woiwodschap Pommeren. Daar trouwde hij met zijn nicht Elisabeth Nikolai. Zij kregen acht kinderen, van wie er zeven volwassen werden. De oudste zoon was Georg.

### Onderzoek in Rusland en vervolgens naar Engeland
In 1765 kreeg hij opdracht om onderzoek te doen voor de Russische regering naar het lot van Duitse kolonisten aan de Wolga. Hij reisde er met de toen tienjarige zoon Georg heen en deed daar vooral natuurhistorisch onderzoek; van zijn oorspronkelijke opdracht kwam echter weinig terecht. In mei 1766 kwam hij zonder bezoldiging, hij vertrok toen naar Engeland en werd daar docent natuurlijke historie aan de Dissenters Academie van Warrington in de gelijknamige stad in Lancashire. Hij volgde daar Joseph Priestley op en bleef er drie jaar. Vervolgens ging hij, na onenigheid over deze benoeming, samen met zijn zoon naar Londen waar ze met het maken van vertalingen nauwelijks konden rondkomen. In 1771 publiceerde hij een opsomming van de zoogdieren, vogels, reptielen, vissen, insecten, spinnen en kreeftachtigen van Noord-Amerika. Daarnaast publiceerde hij in de Philosophical Transactions of the Royal Society waardoor hij een reputatie als dierkundig expert over de fauna van Noord-Amerika verwierf.

### Natuuronderzoeker tijdens de tweede wereldreis van James Cook
Toen Joseph Banks op het laatste moment niet meeging met de tweede wereldreis van de Britse zeevaarder en cartograaf James Cook, kreeg Forster, samen met zoon Georg de functie van natuuronderzoeker tijdens deze expeditie met het schip The Resolution. Tijdens een tussenstop in Kaapstad haalde hij de Zweedse onderzoeker Anders Sparrman als assistentnatuuronderzoeker aan boord. Vader en zoon Forster hielden gedetailleerde dagboeken bij over wat zij tijdens deze reis zagen en maakten verzamelingen van natuurhistorische specimens en etnografische voorwerpen (artefacten). De reis eindigde in juli 1775. In 1778 publiceerde Forster samen met zijn zoon Georg zijn waarnemingen in een boek. De opbrengsten van deze uitgave waren echter onvoldoende om zijn schulden af te lossen. De meeste door zoon Georg gemaakte tekeningen moest hij daarom aan Joseph Banks verkopen. Daarna deed hij nog, samen met Georg, het nodige schrijfwerk, onder andere maakte hij een Duitse vertaling van Arctic Zoology van Thomas Pennant.

### Weer naar Duitsland
In november 1779 werd hij benoemd tot hoogleraar in de natuurlijke historie en de mineralogie aan de  Maarten Luther-Universiteit en daarnaast tot directeur van de aan deze universiteit verbonden botanische tuin. Hier bleef hij tot aan zijn dood in 1798. Pas in 1844 werden zijn waarnemingen tijdens de wereldreis (in het latijn) gepubliceerd, geredigeerd door Martin Lichtenstein als Descriptiones animalium.
- Australian Dictionary of Biography: forster-johann-reinhold-2057
- Bibsys: 90359177
- Biblioteca Nacional de Chile: 000157713
- Biblioteca Nacional de España: XX1273053
- Bibliothèque nationale de France: cb12028670m (data)
- Author citation (botany): J.R.Forst.
- CiNii: DA01738598
- Digitale Bibliotheek voor de Nederlandse Letteren: fors018
- Stuttgart Database of Scientific Illustrators 1450–1950: 2645
- Find NZ Artists: 5211
- Gemeinsame Normdatei: 118534432
- International Standard Name Identifier: 0000 0001 2096 3873
- Library of Congress Control Number: n80115846
- Nationale Bibliotheek van Letland: 000298807
- Nationale Bibliotheek van Tsjechië: mzk2007411479
- Nationale bibliotheek van Australië: 35094784
- Nationale Bibliotheek van Israël: 987007311822505171
- Nationale Bibliotheek van Polen: a0000002558006
- Nationale en Universitaire bibliotheek Zagreb: 000047362
- Nederlandse Thesaurus van Auteursnamen: 069237778
- Réseau des bibliothèques de Suisse occidentale: 02-A003254102
- Istituto Centrale per il Catalogo Unico: UFIV087265
- LIBRIS: 208399
- SNAC: w6cj8h2w
- Système universitaire de documentation: 028454685
- Museum of New Zealand Te Papa Tongarewa: 49888
- Trove: 824984
- Virtual International Authority File: 71405428
- WorldCat: E39PBJmdxRxTpx33Ph4fMJ8wG3